# 星游记角色列表
本条目描述的是星游记动画的角色。

## 主要人物

### 麦当
（配音：阎萌萌）
"红魔鬼"麦林的儿子，曾与父亲约定相会于彩虹海。拥有比钻石还要稀有的“彩虹石”，从而拥有将身体变成食物攻击的特殊能力。

### 咕咚·萌西
（配音：郝幽玥）
通称咕咚，亚亚罗星国王，因为自己的自作主张卖掉老国王研发的＂穿梭机＂，而使亚亚罗星球被海盗袭击。内阁大臣约士亚为保护咕咚，让他吃下兔子药变成兔子逃走。听说研究丹药的嫦娥回到了月球于是到达银河系寻求帮助，其驾驶的飞船却不幸为麦当打歪了的导弹打中而着陆地球，因而结识麦当。名字来源于中国童话“咕咚”。

### 笛亚
（配音：山新）
星学家孙女，保护着能指向魔鬼脚印的“黄金魔方”。彩虹石的能力是和看到的物体进行空间交换。

### 红眼罗曼
（配音：边江）
银河银“五色眼”之一，被组织指派消灭麦当。身份不明但曾被熊猫阿姨认出是熟人。方向白痴，经常迷路。

### 米龙（二代）
（配音：张杰）
首次登场时是麦当一行在格斗螺旋三四层的对手，在八极星上习得八极天，一心要打倒罗罗乌之王战神之子，后在战斗中醒悟。被麦当一行一度以为是“下跪的米龙”，其真身是被米龙拯救过的无名男孩。

## 配角
顺序按出场序
地球女孩（配音：山新）
地球“宇宙大饭店”的店主的女儿，其父亲和麦林一起去了彩虹海下落不明，曾多次帮助麦当离开地球。由于该角色目前没有出现名字，被粉丝根据人设称为“包子妹”。
大头钉
银河眼大头钉部队，银河眼的下层作战人员，持有低级怪物泡面。
熊猫阿姨
宇宙大饭店老板娘，地球女孩的母亲，平日身穿熊猫服，身手了得。
哈雷（配音：张杰）
“无限恒星号”的设计者，曾受麦林支助而得以完成“无限恒星号”并与其一起出发到彩虹海，并一同失踪。
哈马（配音：龚格尔）
哈雷的弟弟。为哥哥筹集资金制作飞船而参加暴力飞船比赛，结果飞船中弹落下残疾。对人生充满怨恨而加入银河眼，负责破坏全地球的飞船。被麦当打败后开始反思自己的过错。
赛璐珞
银河眼地球负责人，使用怪物泡面攻击麦当一行，被击败后泡面被咕咚抢去。
嫦娥
住在月球的炼丹师，曾被咕咚国王雇佣制作不死药。变成兔子的咕咚到达月球后，嫦娥引诱它进入不死树试图将其炼成不死药，后吃下自己的兔子药变成兔子逃跑。其拥有的彩虹石能力为将药力变成攻击力。
唐-伍德（配音：姜广涛）
星际联盟长官。为追捕卡利亚到达火星，遇上麦当一行。
卡利亚
火星盗贼团首领，当年曾与麦林对战被击败，后来与五角军团合作。其彩虹石的能力是磁力。
菲利团长（配音：皇贞季）
马戏团团长，当年收养了无家可归的笛亚，并一直保护持有黄金魔方的她。
克拉（配音：姜广涛）
银河眼的蓝眼的部下，冷酷无情的杀手。其自身能力是身体钢化，带有稀有的火药鸦，羽毛能在降落时爆炸。当年曾屠杀星学会，并负责追杀持有黄金魔方的笛亚。被麦当击败后逃跑。
米龙
曾经被称为英雄的男人，其实是为了找回自己的妹妹米吉而和海盗合作。最后为了救无名男孩（二代米龙）向海盗下跪，被称为“下跪的米龙”，最后伤重而死。名言是：“在我的身后，微笑的活下去吧”。
阿西欧
黑旗盗贼团的海盗，策划并参与了米龙的骗局。因为米龙将电影收入捐赠给了在战争中失去亲人的孤儿而与他反目，以无名男孩做要挟逼迫米龙在众人前下跪，亲手制造了“下跪的米龙”。因为镶了一口金牙而不舍得说话，总是戴着一顶鹦鹉帽子作为代言。